# Supercoupe de Belgique de football 2013
La Supercoupe de Belgique 2013 est un match de football qui oppose le champion belge 2012-2013, le RSC Anderlecht au vainqueur de la Coupe de Belgique 2012-2013, le KRC Genk.

## Feuille de match
| 21 juillet 2013 | RSC Anderlecht | 1 – 0   | KRC Genk | Stade Constant Vanden Stock, Anderlecht |  |
| 16h00 (UTC+2)   |                | (1 – 0) |          |                                         |  |